# Westhaven-Moonstone
Westhaven-Moonstone is een plaats (census-designated place) in de Amerikaanse staat Californië, en valt bestuurlijk gezien onder Humboldt County.

## Geografie
De totale oppervlakte bedraagt 20,9 km² (8,1 mijl²) wat allemaal land is.

## Demografie
Volgens de census van 2000 bedroeg de bevolkingsdichtheid 49,9/km² (129,2/mijl²) en bedroeg het totale bevolkingsaantal 1044 als volgt onderverdeeld naar etniciteit:
- 88,98% blanken
- 5,08% inheemse Amerikanen
- 0,86% Aziaten
- 0,67% andere
- 4,41% twee of meer rassen
- 4,02% Spaans of Latino

Er waren 453 gezinnen en 269 families in Westhaven-Moonstone. De gemiddelde gezinsgrootte bedroeg 2,30.

## Plaatsen in de nabije omgeving
De onderstaande figuur toont nabijgelegen plaatsen in een straal van 32 km rond Westhaven-Moonstone.